# Ilja Kormilcew
Ilja Kormilcew (ros. Илья Кормильцев, ur. 26 września 1959 w Swierdłowsku, zm. 4 lutego 2007 w Londynie) – rosyjski poeta i autor popularnych pieśni, publicysta, tłumacz. Był członkiem legendarnej grupy rockowej Nautilus Pompilius, oraz znanym animatorem prasy niezależnej, umożliwił między innymi wydanie książki „Inna Rosja”, więźniowi politycznemu Eduardowi Limanowowi.  W ostatnim okresie życia związany z ruchem antyglobalistycznym.